# アンジェラ・アナコンダ
アンジェラ・アナコンダ（Angela Anaconda）は、カナダのテレビアニメ。

## 概要
もとはニコロデオンで放送されていたカブラーム!内のショートアニメ。1999年10月9日から2002年2月24日までテレトゥーンで放映された。アメリカ合衆国ではABCファミリー（旧：FOXファミリーチャンネル）で放送。日本では2001年1月にカートゥーン ネットワークで放送された後、レギュラー放送は4月30日から開始された。先行放送とレギュラー版は日本語版の声優が異なっている。通常のアニメと違い写真などを用いたコラージュ・アニメでありモンティ・パイソン時代のテリー・ギリアムのアニメを彷彿させるものである。内容的にはちびまる子ちゃんを彷彿させる日常系だが、意地悪なお嬢様グループの描き方が昔の少女漫画（目に必ず星があった時代の）を思わせるキャラクターである。

## あらすじ
貧乏とまではいかないまでも決して裕福というわけでもないアンジェラは、友人のジーナやジョニー、ゴーディーと共に学校で楽しく過ごしているものの、お嬢様のナネットとは仲が悪く、いつも喧嘩ばかり。アンジェラは妄想の世界でナネットに仕返しをしている。
物語は、アンジェラを始め個性的な人物が、クラスで事件を巻き起こすコメディーである。

## 登場人物
「声」は日本語版/英語版の担当声優。
アンジェラ・アナコンダ（Angela Anaconda）
声 - 松本梨香 / スー・ローズ、顔 - ジャスミン・エリス
本作の主人公。おかっぱ頭とそばかす顔が特徴の快活な少女。8歳の小学生。妄想癖があり、嫌な目に遭わされた時は自らの想像の中で相手（主にナネット）をやり込め返し、相手を平伏させて1人喜んでいることも。しかし、想像が終わるとほぼ必ず問題を解決していたりする。家族は発明家の父、彫刻家の母、ハイスクールに通うおバカな二人の兄、生後間もない妹、それに飼い犬が1匹。家は貧乏とまではいかないまでも決して裕福ではない為、ナネット達に馬鹿にされている。
ナネット・マノワ（Nanette Manoir）
声 - かないみか / ルビー・スミス＝メロヴィッツ、顔 - ルビー・ジェーン・ギレット
アンジェラのクラスメイト。縦ロールの美しい金髪が印象的な、良家の令嬢。フランス帰りで、言葉の端々にフランス語が混じる。常に自分が一番でないと気が済まない性格で、よく目上の者に対し胡麻を摺っている。アンジェラとは何かと反目しあっている。ウーララという名のプードルを飼っている。よくアンジェラに意地悪をしては彼女の想像内でひどい目に遭うが、実際も想像までいかなくとも、ひどい目に遭うのがオチとなっている。
ブリンクス先生（Mrs. Ephegenia Brinks）
声 - 龍田直樹 / リチャード・ビンスレイ、顔 - サラ・ラドル
アンジェラ達の担任教師。基本的に生徒へは厳格に接しているが、一部の生徒、特にナネットに対しては極端に甘い。夫との仲が非常に良く、休日になると二人して裸で寛いでいるという噂がある。年齢の割に、グラマーな体型らしい。女性であるが、担当声優は日本語版・英語版ともに男性。
ジーナ・ラッシュ（Gina Lash）
声 - 小桜エツコ / ブリン・マクオーレイ、顔 - クロエ・ウェアー
アンジェラの一番の親友にしてクラス一の秀才。食べることが大好きでやや太り気味である。聡明で物知りであり、アンジェラがナネットに勝てるようアドバイスを送る。
ジョニー・アバッティ（Johnny Abatti）
声 - 坂本千夏 / アリ・マカダム、顔- マシュー・デジロラモ
アンジェラのクラスメイトで、友人。お気楽な性格のイタリア系アメリカ人。髪型はリーゼント。祖母は「アバッティズ・ピザ」というピザ店を経営しており、アンジェラ達の溜まり場となっている。
ゴーディ・ラインハート（Gordy Rhinehart）
声 - 佐久間レイ / エドワード・グレン、顔 - カイリン・マンロー
アンジェラのクラスメイト。アンジェラ達の仲間の少年。メガネを掛けてちょっと気の弱い性格。病弱で潔癖症かつ気管支喘息を患っており、常に携帯用吸入器を持ち歩いている。また、花を愛でる繊細な感覚を持ち合わせている。ジーナに片思いをしているが、あまり報われていない。
ジャニュアリー（January）
声 - 丹羽紫保里
アンジェラのクラスメイトで、ナネットの取り巻きの一人。
カーリーン（Karlene）
声 - 吉住梢
アンジェラのクラスメイトで、ナネットの取り巻きの一人。
ジョセフィーヌ・プラリネ（Josephine Praline）
声 - 佐久間紅美
アンジェラのクラスメイト。敬虔なカトリック教徒。
ジミー・ジャマル（Jimmy Jamal）
声 - 岡田貴之 / ケヴィン・デュアニー
アンジェラのクラスメイト。常に携帯ゲーム機を持ち歩いているアフリカ系アメリカ人の少年。アンジェラが住むタップウォーター・スプリングス市のジャマール市長（声 - 中庸助）の息子。
マークとデレク（Mark and Derek）
声 - 朝倉栄介（マーク）、岡田貴之（デレク）
アンジェラの2人の兄。上記の通りハイスクールに通っている。２人そろっておバカな性格でアンジェラによくうんざりされている。
キング（King）
アナコンダ家の飼い犬、メス。
宇宙飛行士ボブ（Astronaut Bob）
声 - 楠見尚己
国際的に有名な宇宙飛行士。

## エピソード
| 話数 | サブタイトル                                  | 原題                                            | 日本放送日    |
| ---- | --------------------------------------------- | ----------------------------------------------- | ------------- |
| 1    | 楽しい遠足 / あこがれの 宇宙旅行              | Pet Peeves / Rat Heroes                         | 2001年 1月2日 |
| 2    | 初めての アイススケート / 先生の勘違い        | Ice Breakers / You're So Vain                   | 5月1日        |
| 3    | 熱帯雨林を 考える / 招かれざる客              | The Substitute / Model Behaviour                | 5月2日        |
| 4    | 天使がやってくる / 小犬の恋                   | Touched by an Angel-a / Puppy Love              | 5月3日        |
| 5    | 王子のプロポーズ / ゴーディを救え             | Who's Sari Now? / Saving Private Gordy          | 5月7日        |
| 6    | うわべだけの友情 / カメの告白                 | Fairweather Friends / Turtle Confessions        | 5月8日        |
| 7    | あこがれの探偵 / 宿題を忘れた理由             | Cloak and Dagger / The Dog Ate It               | 5月9日        |
| 8    | アンジェラの恋人 / ピザをめぐる抗争           | Hot Bob and Chocolate / Pizza Wars              | 5月10日       |
| 9    | バブルガム・シスターズ / クロコダイル・バニー | Stuck on You / Hard to Swallow                  | 5月14日       |
| 10   | 初めての釣り / ジーナのリレー大会             | Gone Fishing / 100 Yard Lash                    | 5月15日       |
| 11   | ルルちゃん大好き / ジョニーの引越し騒動       | My Fair Lulu / Johnny Doesn't Live Here Anymore | 5月16日       |
| 12   | 男子トイレの謎 / ゴミはゴミ箱に               | Bathroom Blues / Garbage Swingers               | 5月17日       |
| 13   | パン屋さんの 新しい顔 / パパとスクエアダンス  | Mapperson's Daughter / Big Ho-Down              | 5月21日       |
| 14   | 数字は友達 / 巨匠アンジェラ                   | Rough Times Tables / Works of Art               | 5月22日       |
| 15   | あたしはどこの子? / ジョニーの家でお泊まり    | Angela Who? / Rockabye Abatti                   | 5月23日       |
| 16   | 聖パトリックの掟 / 女優デビュー!?             | Green with Envy / Two Can Play                  | 5月24日       |
| 17   | 帽子を取り返せ / 購買部のお仕事               | Cut to the Chase / Dirty Work                   | 5月28日       |
| 18   | 完璧なママ / ナネットのいないクラス           | Super Mom / Skipping Lessons                    | 5月29日       |
| 19   | 禁断の風景 / 弱り目にたたり目                 | View to a Brinks / Injury to Insult             | 5月30日       |
| 20   | 聖ナネットの受難 / みどりのおばさんの危機     | The Martyrdom of St. Nanette / The Crossing     | 5月31日       |
| 21   | 孤独なストライキ / ランチでデート             | Labor Pains / Cyrano d'Angela                   | 6月4日        |
| 22   | ムシムシ大行進 / おばあちゃんと一緒           | Crazed and Confused / Strange Bedfellows        | 6月5日        |
| 23   | ジーナはみんなの人気者 / 風紀委員は嫌われ者   | Everybody Loves Gina / Halls of Justice         | 6月6日        |
| 24   | ズル休みの代償 / 払えない延滞料               | Cabin Fever / Don't Overdue It                  | 6月7日        |
| 25   | 新しい仲間 / CMを作ろう                       | Kar-Lean on Me / Slice of Life                  | 6月11日       |
| 26   | アンジェラの発明 / ゴーディの春               | The Nanette Lock / Gordy Floats                 | 6月12日       |

## スタッフ
- 日本語版演出：加藤敏
- 日本語版製作：東北新社